# Personen på toppen
"Personen på toppen" er et dansk digt af Per Højholt udgivet samlingen Praksis, band 9: Det gentagnes musik i 1989 på Gyldendal.
Per Højholt var kendt for at inddrage det daglige talte sprog, og han var generelt en nøgtern digter, der ikke brød sig om patos. Der er da heller ikke megen patos i dette digt, hvor jeg-personen oplever de mange lastbiler, der kører på hovedvejsbakken, men naturen trænger sig på, da stilheden omsider indtræffer, så man hører fuglene og insekterne og ser den skyfri himmel.
Digtet er kort og strofeløst. Det består af to sætninger fordelt på ti urimede linjer.